# Comuna Deveatnîkî, Jîdaciv
Deveatnîkî (în ucraineană Дев'ятники) este o comună în raionul Jîdaciv, regiunea Liov, Ucraina, formată din satele Deveatnîkî (reședința), Iușkivți, Kalînivka și Prîbillea.

## Demografie
Componența lingvistică a comunei Deveatnîkî
     Ucraineană (99,89%)
     Alte limbi (0,11%)
Conform recensământului din 2001, majoritatea populației comunei Deveatnîkî era vorbitoare de ucraineană (99,89%), existând în minoritate și vorbitori de alte limbi.